# Bar Professional Training Course
Der Bar Professional Training Course (BPTC), bis 2010 Bar Vocational Course (BVC) genannt, ist ein praxisbezogenes postgraduales Studium der Rechtswissenschaften in England und Wales. Der BVC dient dem Übergang von rein theoretischer Juristenausbildung im LL.B. zur Praxis im Gericht. Er ist eine notwendige Bedingung für die Zulassung als Barrister in England und Wales.
Das Vollzeitstudium dauert ein Jahr, es kann auch in zwei Jahren als Teilzeitstudium absolviert werden. Die Kurse werden vom Bar Council reguliert.
Der BPTC ist kein LL.M. und kein Mastergrad. Der Unterschied zwischen dem BPTC und dem LL.M. liegt darin, dass letzterer ein akademischer Grad ist, während der BPTC den Absolventen auf die Praxis vorbereitet.
Der BPTC ist in England und Wales die traditionelle Vorbereitung auf die Tätigkeit im Gericht. Der ebenfalls postgradual angebotene Legal Practice Course (LPC) bereitet dagegen auf die Bürotätigkeit in einer Anwaltskanzlei vor. Daraus ergibt sich auch die traditionelle Arbeitsteilung zwischen dem in der Anwaltskanzlei arbeitenden Solicitor und dem im Gericht agierenden Barrister.
Die Ausbildung eines englischen Barristers umfasst normalerweise drei Jahre Vollzeitstudium mit Abschluss als Bachelor (LL.B.) und ein Jahr Vollzeitstudium im Rahmen des BPTC. Danach folgt ein Jahr Training als "pupil" bei einem zugelassenen Barrister (das entsprechende Gegenstück bei der Ausbildung zum Solicitor ist ein zweijähriges "traineeship"), gefolgt von der Zulassung als Barrister.